# Szczodrzeniec ruski
Szczodrzeniec ruski (Chamaecytisus ruthenicus) – gatunek roślin należący do rodziny bobowatych. Dziko rośnie w Azji (Syberia, Azja Środkowa po Kaukaz) i w Europie Środkowej i Wschodniej (Polska, Białoruś, europejska część Rosji, Mołdawia, Ukraina z wyjątkiem Krymu). Przez Polskę przebiega zachodnia granica jego zasięgu od Puszczy Augustowskiej, przez Łomżę i ujście Narwi, po południowe obszary Wyżyny Krakowsko-Częstochowskiej.

## Morfologia

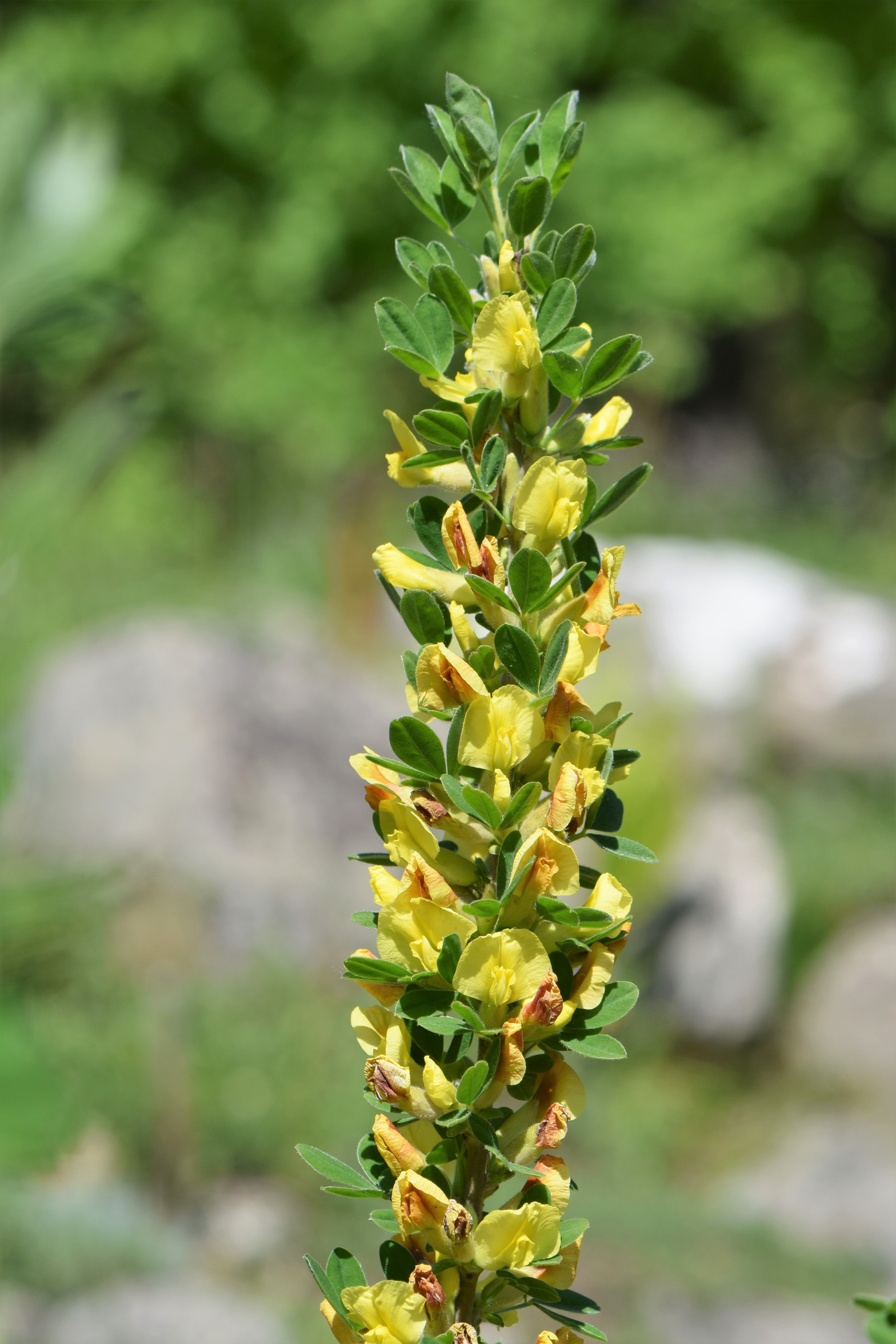
Pęd kwitnący

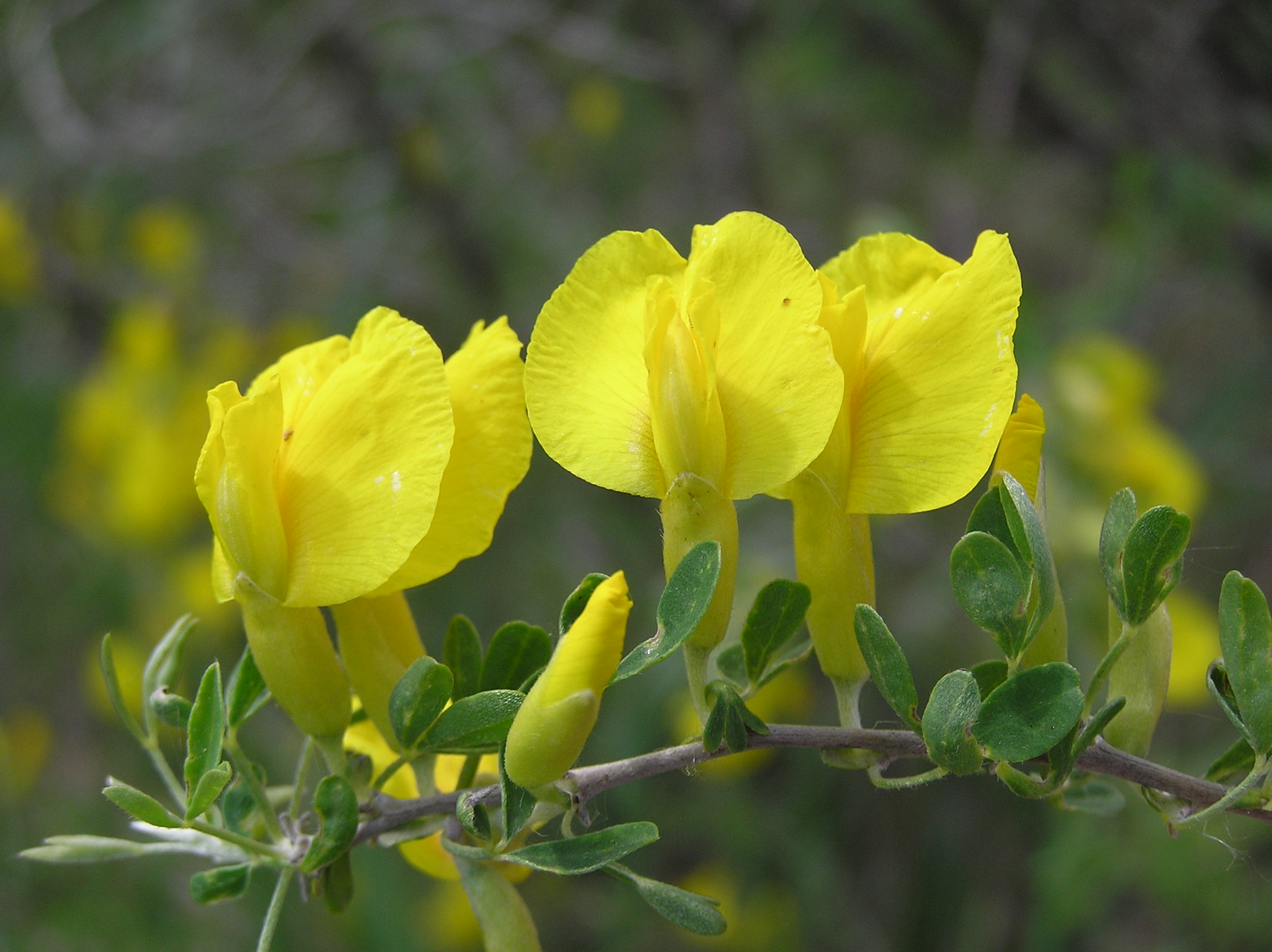
Kwiaty

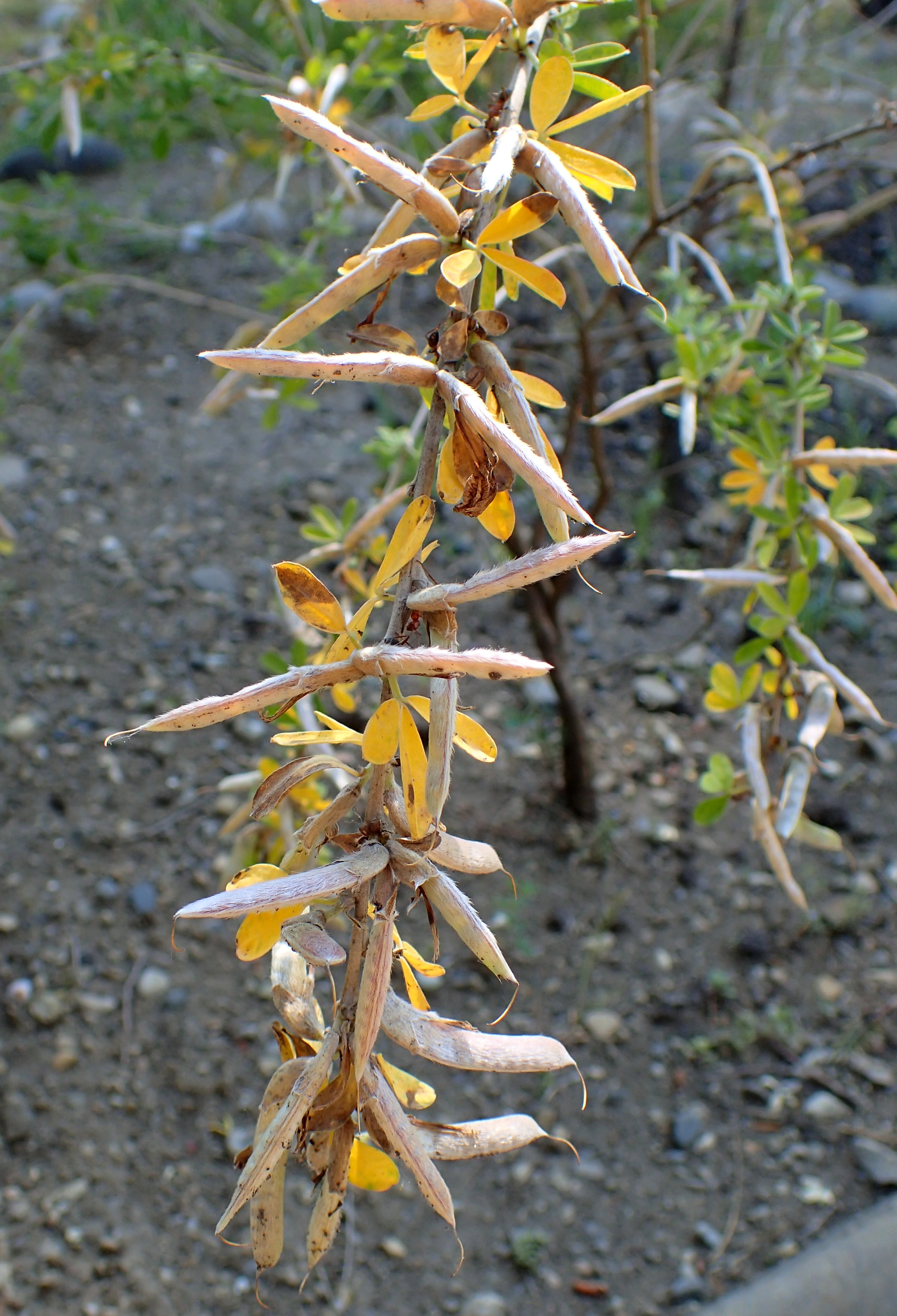
Pęd owocujący

PokrójKrzew o wysokości do 1,5 m.
ŁodygaMa rózgowate, grubsze i sztywniejsze pędy, niż szczodrzeniec rozesłany i są one przeważnie prosto wzniesione i przylegająco owłosione.
Liście3-listkowe, o listkach kształtu eliptycznego do odwrotnie jajowatego, długości 1,6–3,5 cm. Na górnej stronie są nagie, lub mają tylko pojedyncze włoski, na stronie spodniej są przylegająco owłosione.
KwiatyZebrane po 1–4 w ulistnionych nibygronach. Mają złocistożółty żagielek o szerokości 15–19 mm dość nagle zwężający się w paznokieć. Kielich kwiatów owłosiony.
OwocKosmato lub przylegająco owłosione strąki.
Gatunki podobneNajbardziej podobny jest szczodrzeniec szorstki (Cytisus hirsutus), który również ma owłosione gałązki i kielich kwiatów, ale silniej i odstająco.

## Biologia i ekologia
Roślina wieloletnia, nanofanerofit, chamefit. Kwitnie od kwietnia do czerwca, kwiaty zapylane są przez owady. Występuje w świetlistych lasach sosnowych i mieszanych oraz w kserotermicznych zaroślach. Na jego liściach żerują gąsienice motyli z gatunków szlaczkoń szafraniec i modraszek eros.